# Al-Muntazah
Al-Muntazah es un distrito de la gobernación de Alejandría, Egipto. En julio de 2017 tenía una población estimada de 1 046 785 habitantes.
Se encuentra ubicado al norte del país, cerca de la costa del mar Mediterráneo y al oeste de El Cairo.